# Свети Безсребреници (Дервешен)
„Св. св. Безсребреници Козма и Дамян“ или „Свети Врачи“ (на гръцки: Άγιοι Ανάργυροι) е православна църква в сярското село Дервешен (Инуса), Егейска Македония, Гърция, енорийски храм на Сярската и Нигритска епархия на Вселенската патриаршия.
Църквата е изградена в 1968 година в източната част на селото и е осветена на 15 септември 1991 година от митрополит Максим Серски. В началото на XXI век е обновена и е построена камбанария. Храмът е изписан със стенописи във византийски стил. В архитектурно отношение е кръстокуполна базилика.
Част от енорията са и църквите „Успение Богородично“ и „Свети Николай“.